# Hekatompedon
Lo Hekatompedon, o Hekatompedos, noto anche come Ur-Partenone e H–Architettura,  era un antico tempio greco sito sull'Acropoli di Atene, costruito in calcare nel periodo arcaico, nella posizione in cui si trova l'attuale Partenone.

## Etimologia
Il nome del tempio è stato trovato in alcune iscrizioni e significa "lungo 100 piedi" (circa 30 m.), anche se la sua lunghezza è superiore, raggiungendo, infatti, i 46 metri.

## Storia
Il tempio fu costruito intorno al 570-550 a.C. e fu demolito dagli Ateniesi nel 490 a.C., al termine della Prima guerra persiana, dopo la vittoria sui Persiani nella battaglia di Maratona, per costruire un tempio più grande conosciuto come il vecchio Partenone. Quest'ultimo fu distrutto nel 480 a.C. durante la seconda guerra persiana e, infine, sostituito dall'attuale Partenone. L'esistenza dell'Hekatompedon è testimoniata da documenti storici. Le sue fondamenta sono scomparse, ma gli elementi architettonici e scultorei trovati nella parte meridionale micenea delle mura dell'Acropoli sono state assegnate dagli studiosi a questo tempio.

## Descrizione
Gli elementi architettonici superstiti indicano che la lunghezza della sua crepidoma era probabilmente ca. 46 m, che il tempio era periptero e di ordine dorico.

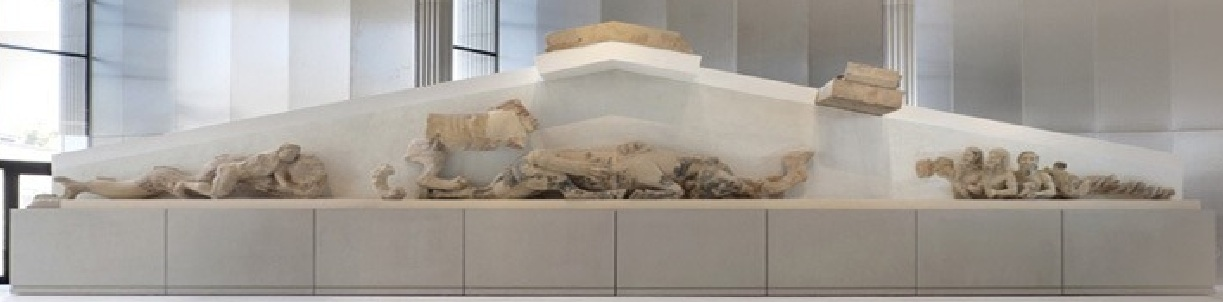
Frontone occidentale (Ovest) detto del Barbablù

Il frontone occidentale contiene due leoni che sbranavano un toro al centro, Ercole che sconfigge Tritone (mostro metà serpente e metà uomo) sulla sinistra e il "demone a tre teste" a destra, con barbe appuntite che all'epoca del ritrovamento erano di colore blu, da cui il soprannome Frontone del Barbablù. I tre elementi sono conservati nel Museo dell'Acropoli ed erano stati, fino a poco tempo fa, ritenuti erroneamente appartenenti al Tempio di Atena Polia. I tre corpi dei mostri tengono un'onda, una fiamma e un uccello ed hanno intrecciate le code di serpente, simboleggiano i quattro elementi naturali, cioè l'acqua, fuoco, l'aria e la terra, rispettivamente. Esso rappresenta inoltre Nereo o Tifone. Nel complesso il senso di tutto il timpano è misterioso. Alcuni studiosi credono che raffiguri il controllo dell'uomo sulle acque: i leoni sono animali terrestri, mentre il toro rappresenta l'umidità. Inoltre, sia Tritone che Nereo erano creature del mare sconfitte da Ercole nel suo cammino verso il giardino delle Esperidi, che gli valse l'immortalità.

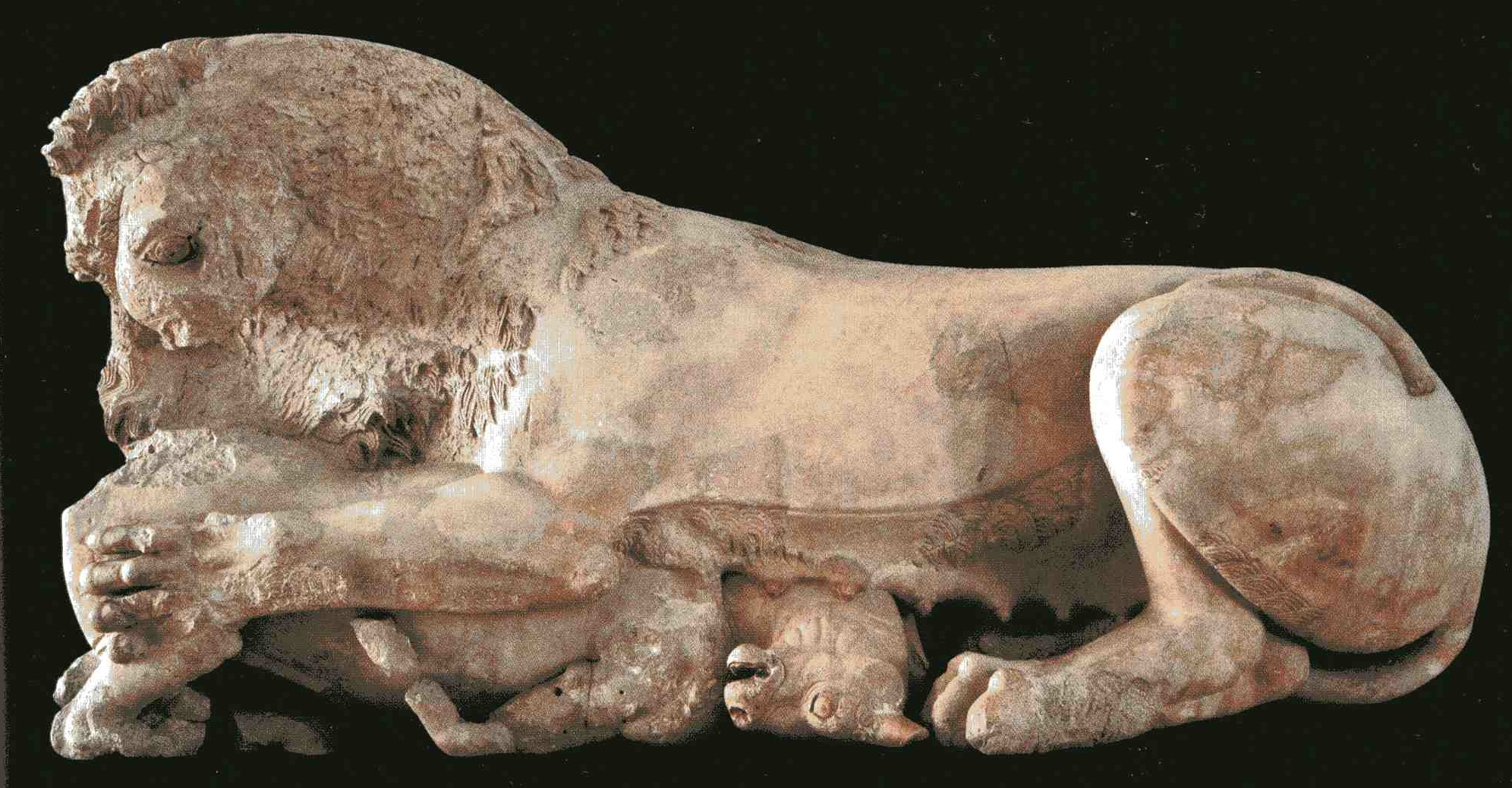
Leonessa al centro del frontone orientale (Est)

Il frontone orientale, noto anche come il frontone Leonessa, contiene al centro due leoni disposti simmetricamente mentre uccidono un vitello (solo uno è stato recuperato) e due serpenti sugli angoli laterali. Il significato di questa scena è ancora sconosciuto. La leonessa possiede sia elementi femminili (seno) che maschili (criniera), probabilmente derivanti dalla mancanza di conoscenza di questi animali da parte degli artisti greci, visto che nel VI secolo a.C. non popolavano più la Grecia.

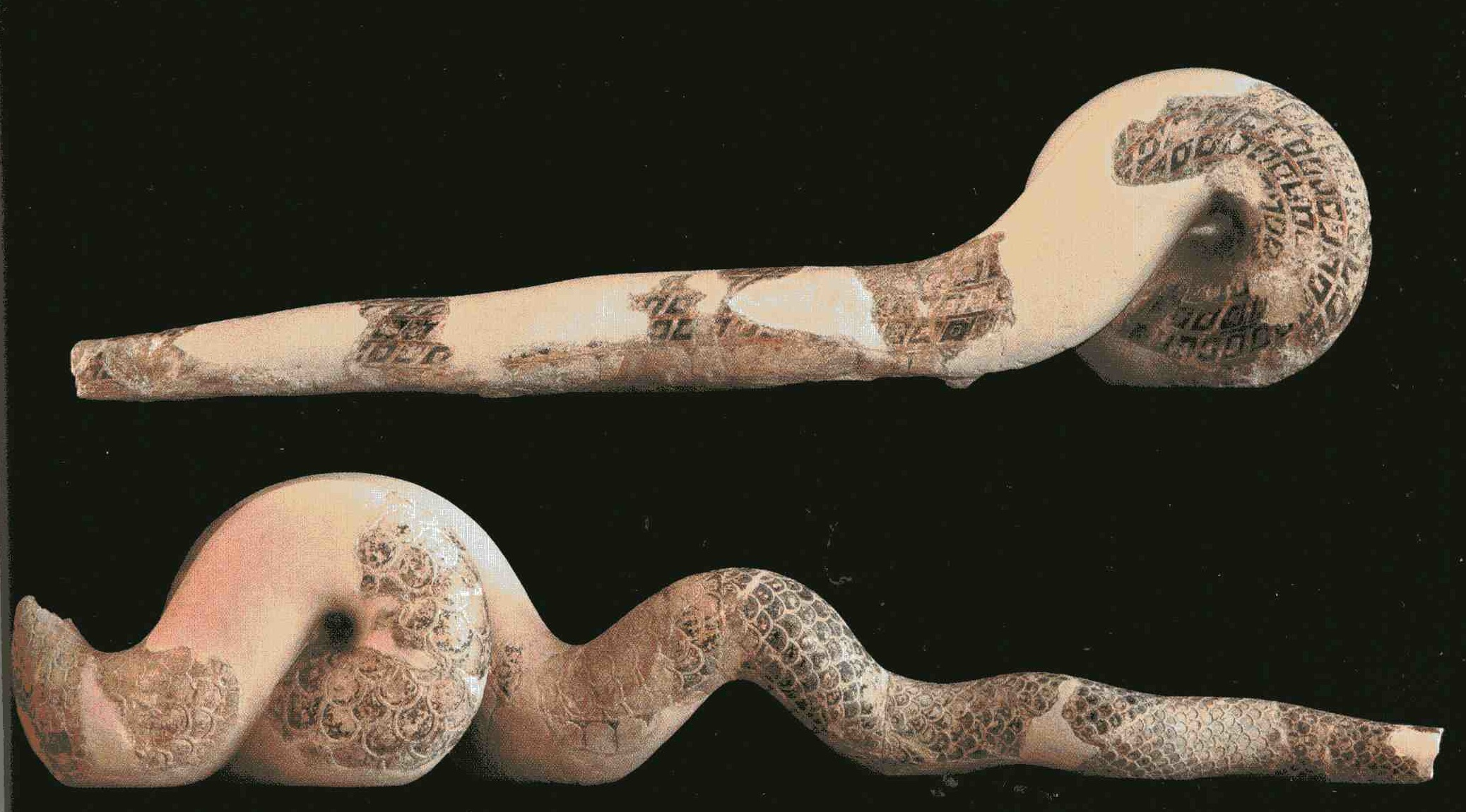
Serpenti agli angoli destro e sinistro del frontone orientale (Est).

Altre sculture superstiti sono quattro cavalli e due pantere scolpiti in rilievo, nelle metope del tempio, e una gorgone molto frammentata dal centrale acroteryon.
Nel tempio principale era posta la statua lignea (legno di ulivo) di Atena Polia, e nel Mégaron (o opistodomo) ex voto, tesori e materiale di culto.

## Stile

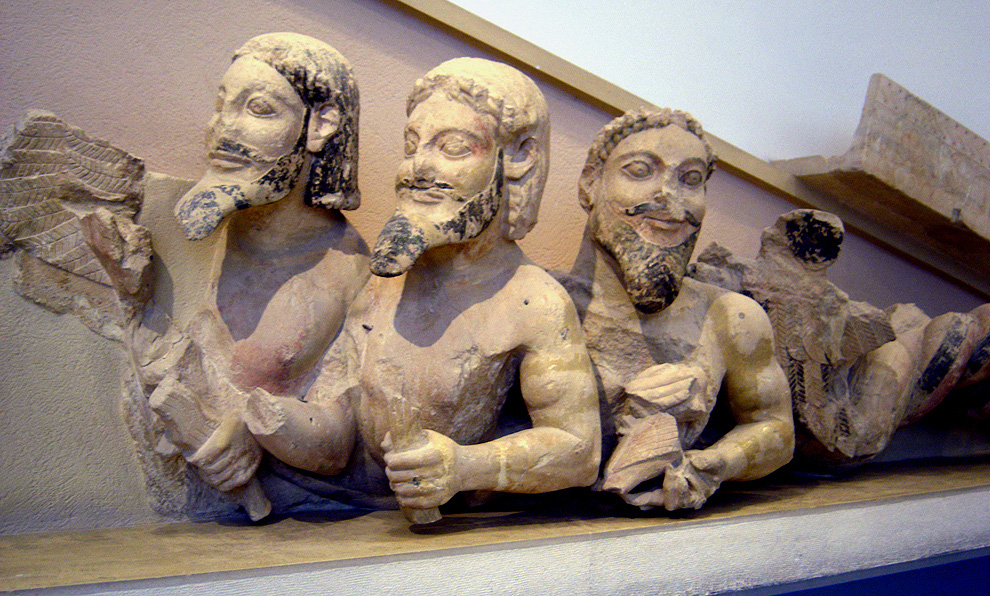
Dettagli del Barbablù sul frontone occidentale (Ovest)

Lo stile delle sculture è tipico del primo periodo arcaico. Le scene complessive di frontoni e metope sono semi-narrative, con figure umane o semi-umane, metà animali, compresi gli animali disposti in modo simmetrico o ripetitivo. Questo ricorda le illustrazioni della ceramica greca contemporanea. Gli esseri umani sono caratterizzati dal sorriso arcaico. I corpi umani e animali sono scolpiti con scarsa maestria, rispetto alle sculture del tempio di Atena Polia costruito nell'Acropoli, mezzo secolo più tardi.